# Strange Report
Strange Report est une série télévisée britannique en seize épisodes de 50 minutes, créée par Norman Felton et diffusée entre le 21 septembre 1969 et le 11 janvier 1970 sur le réseau ITV.
Cette série est inédite dans tous les pays francophones.

## Synopsis
Adam Strange est un criminologue en retraite qui travaille sur des affaires non résolues impliquant l'étrange ou le bizarre mais dont les dossiers ne sont pas clos. Il offre ses services au gouvernement anglais et travaille en collaboration avec Hamlyn Gint et Evelyn McClean ainsi que le professeur Marks. Il a un laboratoire qui lui sert à l'occasion pour ses enquêtes dans son appartement à Warwick Crescent dans le quartier de Paddington.

## Distribution
- Anthony Quayle : Adam Strange
- Kaz Garas : Hamlyn Gint
- Anneke Wills : Evelyn McClean
- Charles Lloyd-Pack (en) : Professeur Marks (7 épisodes)

## Épisodes
1. Report 4407 : Heart, No Choice for the Donor
2. Report 1553 : Racist, A Most Dangerous Proposal
3. Report 0649 : Skeleton, Let Sleeping Heroes Lie
4. Report 5055 : Cult, Murder Shrieks Out
5. Report 2493 : Kidnap, Whose Pretty Girl Are You
6. Report 7931 : Sniper, When is Your Cousin Not ?'
7. Report 3424 : Epidemic, A Most Curious Crime'
8. Report 4977 : Swindle, Square Root of Evil
9. Report 2475 : Revenge, When a Man Hates
10. Report 3906 : Covergirls, Last Year's Model
11. Report 4821 : X-Ray, Who Weeps for the Doctor
12. Report 8944 : Hand, A Matter of Witchcraft
13. Report 8319 : Grenade, What Price Change ?
14. Report 1021 : Shrapnel, The Wish in the Dream
15. Report 2641 : Hostage, If You Won't Learn, Die
16. Report 0846 : Lonely Hearts, Who Killed Dan Cupid

## Commentaires
- Contrairement à d'autres productions ITC de l'époque tournées pour être vendues aux États-Unis, Strange Report a été créée en collaboration le réseau américain NBC.

- Le créateur et producteur Norman Felton et sa compagnie Arena Productions étaient à l'origine de la série à succès Des agents très spéciaux (The Man from UNCLE).

- Il était convenu au départ que les seize premiers épisodes prennent place en Grande-Bretagne et que les seize autres prennent place aux États-Unis mais Anthony Quayle et Anneke Wills ont décidé en cours de production d'abandonner leurs rôles respectifs pour des raisons personnelles, ce qui explique que la série ait été de courte durée. Après l'Angleterre, la série a été diffusée de janvier à septembre 1971 sur NBC.

- Un roman de la série a été écrit par John Burke en 1970 et publié par Hodder & Stoughton.

- Chaque épisode est introduit par un court prologue qui installe l'histoire puis un numéro de dossier est attribué et affiché à l'écran.

- Le style de la série est celui qu'on surnomme le Spy-Fy, un sous-genre utilisé dans les productions ITC où sont combinés des éléments de science-fiction et d'espionnage comme l'ont été les séries Département S ou bien encore Les Champions.

## DVD
- Royaume-Uni :

La série est sortie chez Network.
- Strange Report Special Edition (Coffret 5 DVD avec un booklet (guide des épisodes)) (16 épisodes). Le ratio écran est en 1.33:1 plein écran 4:3 en version anglaise mono sans sous-titres. Les transferts ont été restaurés numériquement. En suppléments ; Interviews de Kaz Garas et Anneke Wills, Archives de la série (bandes annonces, spots TV, etc.), Restauration de la série, Galerie de photos de production et des coulisses, matériel PDF. Il s'agit d'une édition Zone 2 Pal. (ASIN B0010NRG9Y)